# Schlachtgeschwader 2
Le Schlachtgeschwader 2 (Sch.G.2 ou après octobre 1943 SG 2) (2e escadron d'attaque au sol) est une unité d'attaque au sol de la Luftwaffe pendant la Seconde Guerre mondiale.
L'escadron est totalement reformé après avoir été dissous à la suite de la réorganisation des Schlachtgeschwader en octobre 1943.

## Schlachtgeschwader 2 avant octobre 1943

### Opérations
Le Sch.G.2 met en œuvre principalement des avions Messerschmitt Bf 109F et Focke-Wulf Fw 190A, ainsi que des Henschel Hs 129 mais uniquement pour le 4. et 8. Staffel.

### Organisation

#### Stab. Gruppe
Le Stab./Sch.G.2 est formé le 17 décembre 1942 à Gleiwitz.
Le 18 octobre 1943, le Stab./Sch.G.2 est renommé Stab/SG 4.

Geschwaderkommodore (Commandant de l'escadron) :
| Début         | Fin             | Grade | Nom             |
| ------------- | --------------- | ----- | --------------- |
| Décembre 1942 | 11 octobre 1943 | Major | Wolfgang Schenk |

#### I. Gruppe
Formé le 28 septembre 1942 à Comiso à partir du Jabogruppe Afrika avec :
- Stab I./Sch.G.2 à partir du Stab/Jabogruppe Afrika
- 1./Sch.G.2 à partir du 1./Jabogruppe Afrika
- 2./Sch.G.2 nouvellement créé
- 3./Sch.G.2 à partir du 2./Jabogruppe Afrika

Le 18 octobre 1943, le I./Sch.G.2 est renommé SG 10 avec :
- Stab I./Sch.G.2 devient Stab I./SG 10
- 1./Sch.G.2 devient 1./SG 10
- 2./Sch.G.2 devient 2./SG 10
- 3./Sch.G.2 devient 3./SG 10

Gruppenkommandeure (Commandant de groupe) :
| Début | Fin | Grade | Nom |
| ----- | --- | ----- | --- |
| ?     | ?   | ?     | ?   |

#### II. Gruppe
Formé le 17 décembre 1942 à Gleiwitz avec :
- Stab II./Sch.G.2 nouvellement créé
- 5./Sch.G.2 nouvellement créé
- 6./Sch.G.2 nouvellement créé
- 7./Sch.G.2 nouvellement créé

Le 18 octobre 1943, le II./Sch.G.2 est renommé SG 4 avec :
- Stab II./Sch.G.2 devient Stab I./SG 4
- 5./Sch.G.2 devient 4./SG 2
- 6./Sch.G.2 devient 3./SG 4
- 7./Sch.G.2 devient 3./SG 2

Gruppenkommandeure :
| Début         | Fin             | Grade     | Nom              |
| ------------- | --------------- | --------- | ---------------- |
| Décembre 1942 | 18 octobre 1943 | Hauptmann | Werner Dörnbrack |

#### 4. Staffel
Formé le 30 septembre 1942 à Deblin-Irena à partir du Panzerjagdstaffel 92.

Le 18 octobre 1943, le 4./Sch.G.2 est renommé 12.(Pz)/SG 9.
Staffelkapitäne :
| Début | Fin  | Grade     | Nom       |
| ----- | ---- | --------- | --------- |
| 1943  | 1943 | Hauptmann | Matuschek |

#### 8. Staffel
Formé en décembre 1942 à El Aouina à partir du 5./Sch.G.1.

Le 18 octobre 1943, le 8./Sch.G.2 est renommé 13.(Pz)/SG 9.
Staffelkapitäne :
| Début | Fin  | Grade        | Nom    |
| ----- | ---- | ------------ | ------ |
| 1943  | 1943 | Oberleutnant | Oswald |

## La recomposition de l'escadrille
L'escadron est complètement reconstruite et baptisée Schlachtgeschwader 2 Immelmann, en hommage à Max Immelmann, premier pilote allemand à avoir obtenu la médaille « Pour le Mérite ».

### Opérations

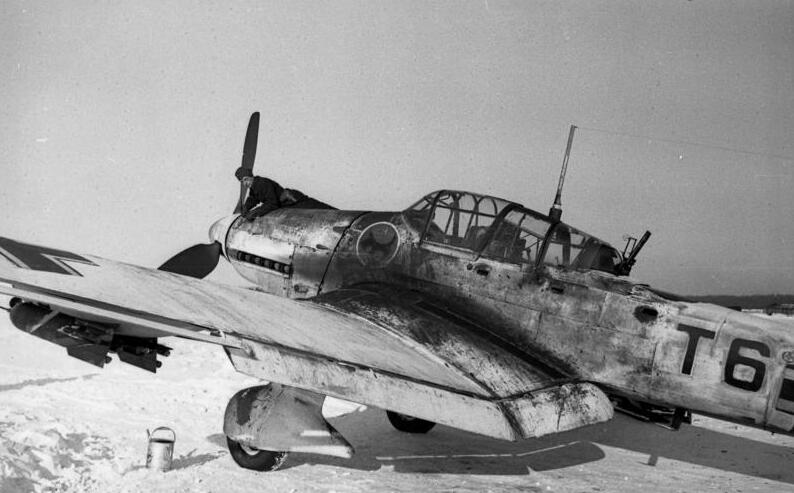
Junkers Ju 87 du SG2 en Union soviétique, en 1942

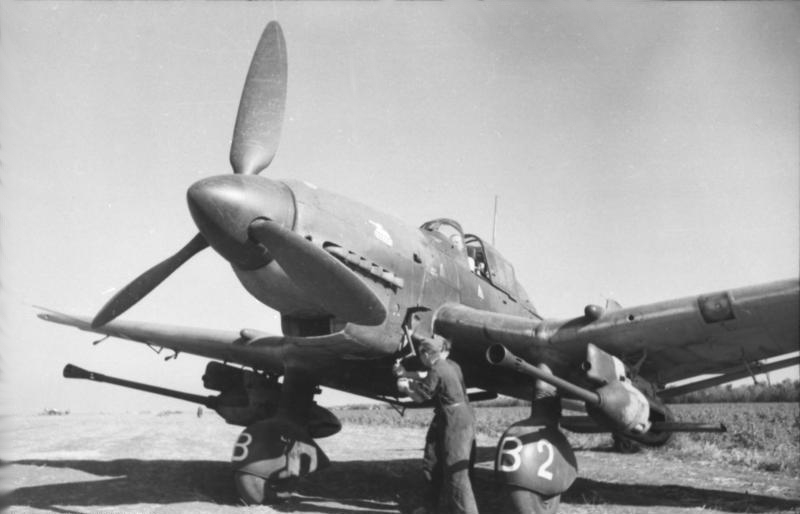
Junkers Ju 87G-2 "Kanonenvogel" avec ses 2 Bordkanone BK 3.7, calibre 37 mm.

Le SG 2 a mis en œuvre principalement des avions Junkers Ju 87 et des chasseurs Focke-Wulf Fw 190.

### Organisation

#### Stab. Gruppe
Le Stab./SG 2 est formé le 18 octobre 1943 à Nowo Krassnoje à partir du Stab/St.G.2..

Un Stabs-Staffel a existé d'octobre à décembre 1943.
Le Stab./SG 2 est aussi connu comme Gefechtsverband Rudel d'avril à mai 1945, contrôlant le II./SG 2, le 10.(Pz.)/SG 2, le I./SG 77 et le II./JG 6.
Geschwaderkommodore (Commandant de l'escadron) :
| Début           | Fin             | Grade          | Nom                          |
| --------------- | --------------- | -------------- | ---------------------------- |
| 18 octobre 1943 | 31 juillet 1944 | Oberstleutnant | Hans-Karl Stepp (en)         |
| 1er août 1944   | 8 février 1945  | Oberstleutnant | Hans-Ulrich Rudel            |
| 9 février 1945  | 13 février 1945 | Major          | Friedrich Lang (par intérim) |
| 14 février 1945 | 20 avril 1945   | Oberstleutnant | Kurt Kuhlmey (par intérim)   |
| Avril 1945      | 8 mai 1945      | Oberst         | Hans-Ulrich Rudel            |

#### I. Gruppe
Formé le 18 octobre 1943 à Pervomaisk à partir du I./St.G.2 avec :
- Stab I./SG 2 à partir du Stab I./St.G.2
- 1./SG 2 à partir du 1./St.G.2
- 2./SG 2 à partir du 2./St.G.2
- 3./SG 2 à partir du 3./St.G.2 et du 7./Sch.G.2

Gruppenkommandeure (Commandant de groupe) :
| Début           | Fin             | Grade     | Nom           |
| --------------- | --------------- | --------- | ------------- |
| 18 octobre 1943 | 1er mai 1944    | Hauptmann | Alwin Boerst  |
| 1er mai 1944    | 7 novembre 1944 | Hauptmann | Kurt Lau      |
| 7 novembre 1944 | 8 mai 1945      | Hauptmann | Herbert Bauer |

#### II. Gruppe
Formé le 18 octobre 1943 à Bagerovo à partir du II./Sch.G.1 avec :
- Stab II./SG 2 à partir du Stab II./Sch.G.1
- 4./SG 2 à partir du 5./Sch.G.2
- 5./SG 2 à partir du 5./SG1
- 6./SG 2 à partir du 6./Sch.G.2

En novembre 1944, le 6./SG 2 est converti sur le chasseur Focke-Wulf Fw 190 Panzerschreck.
Gruppenkommandeure :
| Début           | Fin             | Grade     | Nom              |
| --------------- | --------------- | --------- | ---------------- |
| 18 octobre 1943 | 30 juin 1944    | Hauptmann | Werner Dörnback  |
| 30 juin 1944    | 29 juillet 1944 | Major     | Heinz Frank (en) |
| 29 juillet 1944 | 8 mai 1945      | Hauptmann | Karl Kennel (en) |

#### III. Gruppe
Formé le 18 octobre 1943 à Pervomaisk à partir du III./St.G.2 avec :
- Stab III./SG 2 à partir du Stab III./St.G.2
- 7./SG 2 à partir du 7./St.G.2 et du 7./Sch.G.1
- 8./SG 2 à partir du 8./St.G.2
- 9./SG 2 à partir du 9./St.G.2

Gruppenkommandeure :
| Début           | Fin             | Grade     | Nom               |
| --------------- | --------------- | --------- | ----------------- |
| 18 octobre 1943 | 31 juillet 1944 | Hauptmann | Hans-Ulrich Rudel |
| 1er août 1944   | 22 janvier 1945 | Major     | Lothar Lau        |
| 12 février 1945 | 8 mai 1945      | Hauptmann | Dr Hans Müller    |

#### 10.Panzerjägerstaffel/SG 2
Le 10.(Pz)/SG 2 est formé le 18 octobre 1943 à Pervomaisk à partir du 10.(Pz)/St.G.2.